# Manuel María Caballero
Manuel María Caballero (Vallegrande, 26 de julio de 1819 - 14 de mayo de 1866) fue un escritor, profesor, filósofo y periodista boliviano. Fue un hábil orador, elegido dos veces como diputado nacional, y debido a su elocuencia fue conocido con el apodo de "Pico de Oro".

## Biografía
Nació en Vallegrande el 26 de julio de 1819, hijo de Vicente Caballero Ribera y María del Patrocinio Rojas. Estudió la secundaria en el Colegio de Ciencias y Artes de Santa Cruz y en 1841 se traslada a Sucre, donde se titula como abogado en 1848.
Estando en la universidad, hace un viaje a los llanos de Moxos (oriente boliviano), con un explorador francés, con el cual mejora y domina el idioma francés.
En la ciudad de Sucre fue profesor del célebre colegio Junín y del Seminario Arquidiocesano, también dictó cátedra en la Universidad Sucrense. Ocupó además diversos cargos académicos y administrativos en la universidad, hasta llegar a ser cancelario (rector de la época) de la universidad en 1862.
Fue presidente de la Sociedad Industrial de Sucre, en la que fabricó tazas y platos de porcelana. Alrededor de 1850, junto a Ángel Menacho, fundó la Sociedad Philética, que agrupaba a jóvenes intelectuales críticos con la Iglesia Católica y de posturas polémicas en la época; organización posiblemente masónica. En 1862 fundaron una segunda agrupación llamada Sociedad del Progreso, colectivo literario que se empeñó en publicar su propia revista.
Hacía traducciones del francés y del inglés, de obras clásicas de la literatura europea para sus estudiantes.
Discípulos suyos llegaron a sobresalir en la república en diferentes aspectos. Entre ellos se cuenta al literato Santiago Vaca Guzmán hijo, al educador y filósofo ateo Benjamín Fernández (llamado 'el Comte boliviano) y al gran polígrafo y príncipe de las letras bolivianas, Gabriel René Moreno. Su obra y pensamiento, sin embargo, llegaron indirectamente hasta grandes personajes bolivianos del siglo XIX e incluso hasta el siglo XX.
Siendo diputado en 1864, presentó un proyecto de ley ante el Congreso de Bolivia, por entonces reunido en Cochabamba, para la departamentización de Vallegrande, su provincia natal. La muerte truncó aquel proyecto: Caballero falleció el 14 de mayo de 1866, próximo a cumplir 47 años de edad.
Unido a Florentina Ferreira tuvo seis hijos. Actualmente una provincia al oeste del departamento de Santa Cruz lleva su nombre.
Publicó muchas traducciones de poemas y ensayos ingleses y franceses en periódicos sucrenses. Escribió la primera novela cruceña en 1864. Divulgó la mayoría de sus trabajos en periódicos y por entregas.

## Obras
- Algunas ideas sobre la literatura boliviana (publicado como separata, por entregas en la revista Aurora Literaria en Sucre, 1863)
- Anteportada (Sucre, 1863)
- Meditación (Sucre, 1864)
- La isla (Sucre, 1864)